# Maestría en Divinidad
Maestría en Divinidad (MDiv, magister divinitatis en latín) es el primer título profesional de postgrado en teología, en  la profesión pastoral en América del Norte. Es el título académico más común en seminarios y escuelas de divinidad (por ejemplo, en 2014, casi el 44 por ciento de todos los estudiantes estadounidenses en escuelas acreditadas por la Asociación de Escuelas Teológicas se inscribieron en un programa MDiv). En muchas denominaciones cristianas y en algunas otras religiones, el título es el requisito previo estándar para la ordenación al sacerdocio o la pastoral u otro nombramiento, ordenación o licencia para el ministerio profesional. En los seminarios acreditados en los Estados Unidos, este título requiere entre 72 y 106 horas de estudio de crédito (72 es el mínimo determinado por las agencias de acreditación académica y 106 está en el extremo superior de ciertas escuelas que desean garantizar un estudio más amplio de las disciplinas relacionadas) .
Los programas cristianos de MDiv generalmente incluyen estudios en ministerio cristiano y teología. En 1996, la Asociación de Escuelas Teológicas estableció el estándar de que todos los programas MDiv acreditados deberían incluir las siguientes cuatro áreas de contenido: Patrimonio Religioso, Contexto Cultural, Formación Personal y Espiritual, y Capacidad para el Liderazgo Ministerial y Público. El curso generalmente incluye estudios en griego del Nuevo Testamento, teología, filosofía, historia de la iglesia, teología pastoral, Biblia hebrea (Antiguo Testamento) y estudios del Nuevo Testamento. Muchos programas también contienen cursos sobre difusión de la iglesia, eclesiología, evangelismo, teología sistemática, catequesis, estudios litúrgicos, idioma latín, idioma hebreo, derecho canónico y patrística. El título puede o no incluir una tesis de titulación.

## Uso contemporáneo
El Maestría en Divinidad ha reemplazado al Bachiller de Divinidad en la mayoría de los seminarios de los Estados Unidos como el primer título profesional, ya que el título anterior implicaba en el sistema académico estadounidense que estaba a la par con un Bachiller Universitario de Artes u otra educación básica de pregrado, aunque La licenciatura anteriormente era y sigue siendo un prerrequisito para ingresar a los programas de posgrado en divinidad. La Comisión de Acreditación de la Asociación de Escuelas Teológicas en los Estados Unidos y Canadá acredita la mayoría de las escuelas cristianas en América del Norte y aprueba los programas de grado que ofrecen, incluido el MDiv.
El MDiv es un programa significativamente más extenso que la mayoría de los títulos de maestría enseñados (a diferencia de los basados en investigación). En los Estados Unidos, el título generalmente consiste en un promedio de 90 horas semestrales, en comparación con los 36 o 48 habituales. La ordenación en la mayoría de las principales denominaciones protestantes y la Iglesia católica requiere siete u ocho años de educación después de la escuela secundaria: los primeros cuatro en estudios de pregrado que conducen a una licenciatura (que puede o no estar en un campo relacionado) y luego tres o cuatro años de educación en seminarios o escuelas de divinidad que conducen al MDiv.